# Demene
Demene (ryska: Демене) är en ort i Lettland.   Den ligger i kommunen Daugavpils novads, i den sydöstra delen av landet, 200 km sydost om huvudstaden Riga. Demene ligger 147 meter över havet och antalet invånare är 299.
Terrängen runt Demene är platt. Runt Demene är det glesbefolkat, med 17 invånare per kvadratkilometer. Närmaste större samhälle är Daugavpils, 16,6 km norr om Demene. Omgivningarna runt Demene är en mosaik av jordbruksmark och naturlig växtlighet.